# Matheus Simonete Bressaneli
Matheus Simonete Bressaneli, meglio noto come Bressan (Caxias do Sul, 15 gennaio 1993), è un calciatore brasiliano, difensore dell'OFI Creta.

## Palmarès

### Competizioni internazionali
- Coppa Libertadores: 1

Grêmio: 2017
- Recopa Sudamericana: 1

Grêmio: 2018